# Santa Cruz de Goiás
Santa Cruz de Goiás is een gemeente in de Braziliaanse deelstaat Goiás. De gemeente telt 3.680 inwoners (schatting 2009).

## Aangrenzende gemeenten
De gemeente grenst aan Caldas Novas, Cristianópolis, Palmelo, Piracanjuba en Pires do Rio.